# Sông Tô (Quảng Ngãi)
Sông Tô là phụ lưu bờ trái sông Liên trong lưu vực sông Vệ, chảy ở huyện Ba Tơ tỉnh Quảng Ngãi, Việt Nam.
Sông Tô bắt nguồn từ hợp lưu các suối ở phía tây 14°42′48″B 108°34′51″Đ / 14,713242°B 108,580779°Đ xã Ba Tô, với dòng chính là suối Trà Nô, chảy hướng đông đông bắc.
Tại xã Ba Dinh sông tiếp nhận các dòng suối Nước Lô và Nước Lang. Đến thị trấn Ba Tơ thì sông Tô đổ vào sông Liên.
Đoạn Quốc lộ 24 từ thị trấn Ba Tơ đến trung tâm xã Ba Vì được mở theo thung lũng sông Tô và suối Trà Nô.

## Sông Liên
Sông Liên là sông trong lưu vực sông Vệ, dài chừng 30 km . Một số văn liệu khác, đặc biệt là từ địa phương tỉnh Quảng Ngãi, ghi tên là Sông Liêng .
Bản "Danh mục lưu vực sông nội tỉnh" xếp Sông Liên là tên dòng thượng nguồn của sông Vệ .

## Các địa điểm liên quan
Đèo Trà Nô 14°43′25″B 108°37′01″Đ / 14,723577°B 108,616974°Đ là đèo trên Quốc lộ 24 ở vùng đất thôn Trà Nô xã Ba Tô, cách không xa suối Trà Nô.
Thác Lệ Trinh 14°47′08″B 108°42′16″Đ / 14,785497°B 108,704551°Đ là thác ở xã Ba Chùa trên suối Nước Trinh, một phụ lưu của sông Tô. Thác là một thắng cảnh có tiềm năng du lịch của huyện Ba Tơ, cách huyện lỵ cỡ 4 km.